# Ad hoc tesztelés
Az ad hoc tesztelés egy általánosan használt kifejezés a tervezés és a dokumentáció nélkül végrehajtott szoftvertesztelésre, de alkalmazható korai tudományos kísérleti tanulmányokra is.
A teszteket csak egyszer kell végrehajtani, hacsak nem fedeznek fel hibát. Az ad hoc tesztelés a legkevésbé formális vizsgálati módszer. Mint ilyen, azért kritizálják, mert nem strukturált, és ezért az ezzel a módszerrel talált hibákat nehezebb reprodukálni (mivel nincsenek írásbeli tesztesetek). Az ad hoc tesztelés ereje azonban az, hogy fontos hibák találhatók meg gyorsan.
Improvizáció útján végzik: a tesztelő minden lehetséges eszközzel próbálja megtalálni a hibákat. Az ad hoc tesztelés a hibakereső tesztelés könnyített verziójának tekinthető, mely maga is egy könnyített változata a felfedező tesztelésnek.

## Fordítás
Ez a szócikk részben vagy egészben  az   Ad hoc testing című angol Wikipédia-szócikk ezen változatának fordításán alapul.  Az eredeti cikk szerkesztőit annak laptörténete sorolja fel. Ez a jelzés csupán a megfogalmazás eredetét és a szerzői jogokat jelzi, nem szolgál a cikkben szereplő információk forrásmegjelöléseként.